# Сан Поло ин Кјанти (Фиренца)
Сан Поло ин Кјанти је насеље у Италији у округу Фиренца, региону Тоскана.
Према процени из 2011. у насељу је живело 976 становника. Насеље се налази на надморској висини од 234 м.